# HOMO/LUMO
HOMO i LUMO to akronimy oznaczające najwyższy obsadzony orbital molekularny (ang. Highest Occupied Molecular Orbital) i najniższy nieobsadzony orbital molekularny (ang. Lowest Unoccupied Molecular Orbital).
Orbitale HOMO/LUMO, zwane także orbitalami granicznymi (bądź orbitalami frontalnymi) odgrywają kluczową rolę w teoriach wyjaśniających powstawanie i zrywanie wiązań chemicznych w jakościowej chemii kwantowej (patrz teoria orbitali granicznych i reguły Woodwarda-Hoffmanna). Przejścia elektronowe HOMO-LUMO, jako najniżej energetyczne, są bardzo istotne w spektroskopii elektronowej w zakresie UV-VIS oraz w fotochemii.
Różnica pomiędzy energiami HOMO i LUMO jest w chemii kwantowej odpowiednikiem wartości przerwy energetycznej półprzewodnika w fizyce ciała stałego: HOMO jest analogiczne do pasma walencyjnego półprzewodnika, zaś LUMO  jest analogiczne do pasma przewodzenia półprzewodnika.